# Ювеказерта
«Ювеказерта» — итальянский баскетбольный клуб из города Казерта, до 1998 года носил название «С.К. Ювентус Казерта».

## История
В 1951 году в городе Казерта создается Спортивный клуб «Ювентус». В 1971 клуб получил статус профессионального, а в сезоне 1983/1984 начал выступления в Серии А. В 1986 команда добивается первого громкого успеха сыграв в финале Кубка Корача где клуб уступил римскому «Виртусу», через три года опять же в финале, только Кубка Кубков, где «Ювентус» опять уступил, теперь уже мадридскому «Реалу» 4 очка. В 1991 клуб впервые выигрывает чемпионат Италии. На данный момент команда играет в Серии А.

## Титулы
- Чемпион Италии: 1991
- Кубок Италии: 1988
- Кубка Кубков ФИНАЛИСТ: 1989
- Кубок Корача ФИНАЛИСТ: 1986

## Сезоны в чемпионате с 1984
| Сезон | 2000 | 2001 | 2002 | 2003 | 2004 | 2005 | 2006 | 2007 | 2008 | 2009 | 2010 | 2011 | 2012 | 2013 | 2014 | 2015 |  |
| ----- | ---- | ---- | ---- | ---- | ---- | ---- | ---- | ---- | ---- | ---- | ---- | ---- | ---- | ---- | ---- | ---- |  |
| Место | SerB | SerB | SerB | SerB | SerB | SerB | SerB | SerB | SB   | 13   | 1/2  | 11   | 16   | 9    | 9    |      |  |

| Сезон | 1984 | 1985 | 1986 | 1987 | 1988 | 1989 | 1990 | 1991 | 1992 | 1993 | 1994 | 1995 | 1996 | 1997 | 1998 | 1999 |  |
| ----- | ---- | ---- | ---- | ---- | ---- | ---- | ---- | ---- | ---- | ---- | ---- | ---- | ---- | ---- | ---- | ---- |  |
| Место | 1/4  | 1/2  | Фин  | Фин  | 1/4  | 1/4  | 1/2  | Чем  | 1/4  | 1/4  | 13   | SerB | SerB | SerB | SerB | SerB |  |

## Знаменитые игроки
Оскар Шмидт